# Brian Godding
Brian Godding (* 19. August 1945 in Wales; † 26. November 2023) war ein britischer Gitarrist in der Rockmusik und im Fusionjazz.

## Leben und Wirken
Godding wuchs in London auf. Er spielte zunächst mit Bassist Brian Belshaw bei den The Gravediggers bzw. The Ingoes und wurde bekannt mit den Blossom Toes (auch B. B. Blunder) und als Begleiter seiner Schwägerin Julie Driscoll (1969). Anschließend spielte er in Keith Tippetts großformatigem Bandprojekt Centipede (Septober Energy) und arbeitete immer wieder mit Mike Westbrook (Solid Gold Cadillac 1973, On Duke’s Birthday 1984, Off Abbey Road 1990), aber 1974 und 1975 auch bei Magma am Album Köhntarkösz, dann bei Annette Peacock und Bob Downes. Gemeinsam mit Kevin Coyne schrieb er Anfang der 1980er-Jahre zahlreiche Songs; 1984 arbeitete er bei Eric Burdon. 1990 gründete er mit Chris Biscoe, Tony Marsh und Marcio Mattos Full Monte.
Godding war mit Angie Driscoll verheiratet. Er starb im November 2023 im Alter von 78 Jahren.

## Lexigraphische Artikel
- Ian Carr, Digby Fairweather, Brian Priestley: Rough Guide Jazz. Der ultimative Führer zur Jazzmusik. 1700 Künstler und Bands von den Anfängen bis heute. Metzler, Stuttgart/Weimar 1999, ISBN 3-476-01584-X.